# Kurský oblouk

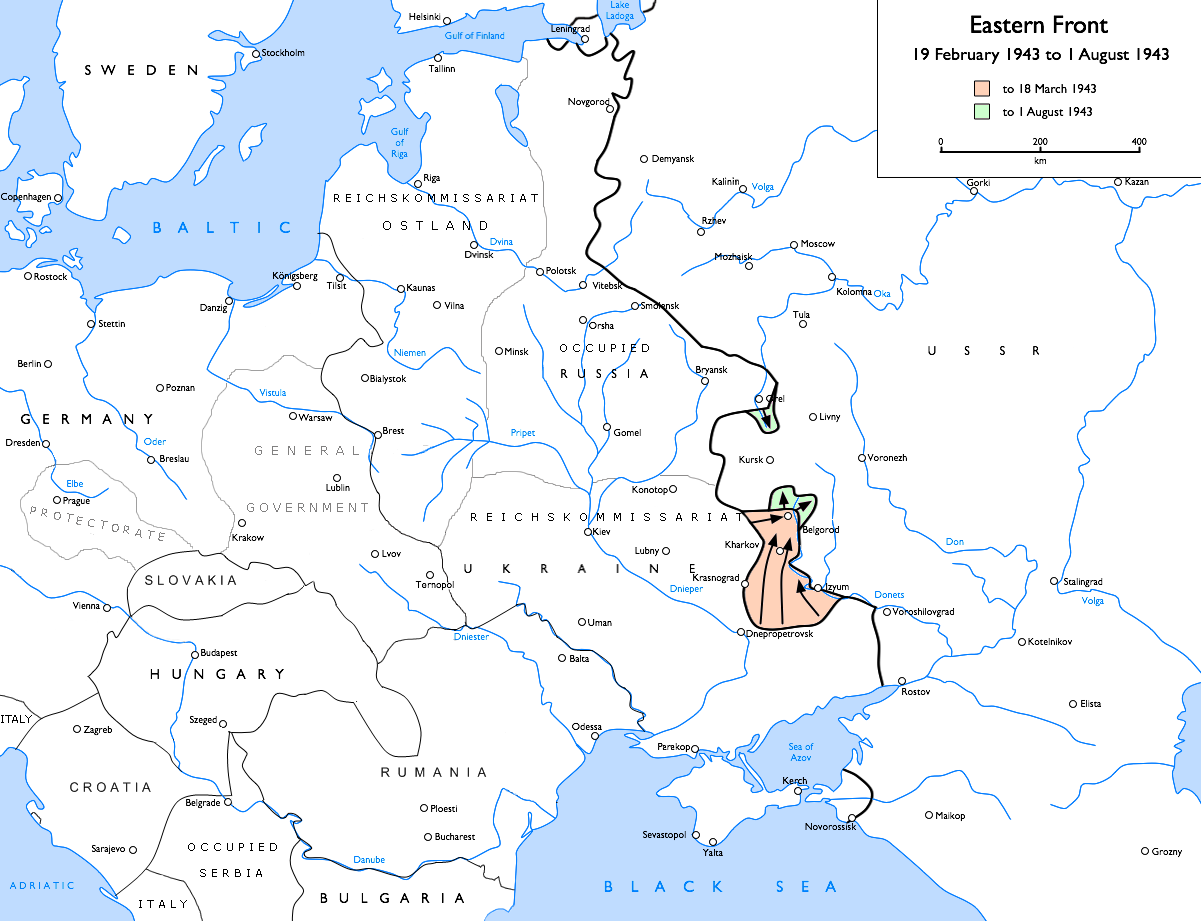
Vznik Kurského oblouku při Mansteinově ofenzívě (oranžově) a nejzazší hranice německého postupu při pokusu o jeho likvidaci v operaci Citadela (růžově)

Kurský oblouk byl výběžek na východní frontě 2. světové války. Vznikl na jaře roku 1943 okolo důležitého železničního uzlu a průmyslového centra Kursk během Mansteinovy ofenzívy, protože rozbahnění terénu způsobené jarní oblevou zastavilo německou ofenzívu (původně měl být zlikvidován ještě během ní). Na severu sousedil s Orelským obloukem na jihu s Donskou oblastí.
Německá vojska se pokusila Kurský oblouk zlikvidovat během tzv. Bitvy v Kurském oblouku (4.–22. červenec 1943). Celá akce však selhala. Kurský oblouk zanikl v průběhu srpna téhož roku, když Rudá armáda postupně zlikvidovala jak Orelský oblouk, tak Donskou oblast.